# Crespadoro
Crespadoro és un municipi italià, dins de la província de Vicenza. L'any 2007 tenia 1.536 habitants. Limita amb els municipis d'Ala (TN), Altissimo, Recoaro Terme, Selva di Progno (VR), Valdagno i Vestenanova (VR).

## Administració
| Període | Identitat           | Partit        |
| ------- | ------------------- | ------------- |
| 2004-   | Alessandro Mecenero | Llista cívica |